# 악인전
《악인전》(惡人傳)은 2019년 5월 15일에 개봉한 대한민국의 영화이다. 이원태 감독의 범죄 액션 스릴러 영화로서, 마동석, 김무열, 김성규가 주연으로 참여하였다.

## 줄거리
우연히 연쇄살인마의 표적이 되었다가 살아난 조직 보스 장동수와 범인잡기에 혈안이 된 강력반 형사 정태석이 연쇄살인마 K를 잡기 위해 손잡는다.

## 캐스팅
(†) 표시: 영화 상에서 최종적으로 사망한 인물

### 주연
| 연기자 | 배역   | 직업              | 배역                                                   | 인간관계                                                       | 인간관계                                                                                                | 인간관계       |
| 연기자 | 배역   | 직업              | 배역                                                   | 우호적인 관계                                                  | 적대적인 관계                                                                                           | 애매한 관계    |
| ------ | ------ | ----------------- | ------------------------------------------------------ | -------------------------------------------------------------- | --- | -------------- |
| 마동석 | 장동수 | 조직폭력배        | 제우스파 조폭두목. 죽은 상도의 친구 (이 영화의 주인공) | 정태석, 권오성, 배순호, 하무영, 김동철, 오달호                 | 강경호, 최문식, 허상도                                                                                  | 안호봉, 차서진 |
| 김무열 | 정태석 | 경찰공무원 (형사) | 충남천안경찰서 강력반 팀장 (이 영화의 주인공)          | 장동수, 안호봉, 권오성, 배순호, 하무영, 김동철, 오달호, 차서진 | 강경호, 최문식                                                                                          | 허상도         |
| 김성규 | 강경호 |                   | 연쇄살인마 K (인간말종 1. 본작의 메인 빌런)            |                                                                | 장동수, 정태석, 안호봉, 권오성, 배순호, 하무영, 김동철, 오달호, 차서진, 트럭기사, 여고생, 개사육장 주인 | 최문식, 허상도 |

### 조연
- 유승목: 안호봉 역 - 충남천안경찰서 강력반장.
- 최민철: 권오성 역(†) - 제우스파 부두목이자 장동수의 오른팔. 죽은 문식의 친구.
- 김윤성: 배순호 역 - 충남천안경찰서 강력반 형사.
- 허동원: 최문식 역(†) - 본작의 중간 보스. 상도파 부두목이자 허상도의 오른팔. 죽은 오성의 친구→라이벌.
- 김승현: 하무영 역 - 충남천안경찰서 강력반 형사.
- 오희준: 김동철 역 - 충남천안경찰서 강력반 형사.
- 문동혁: 오달호 역 - 도박장 상품권 환전상.

### 우정출연
- 유재명: 허상도 역(†) - 본작의 만악의 근원. 상도파 두목, 동수의 친구→라이벌

### 특별출연
- 김규리: 차서진 역
- 류태호: 안 사장 역
- 전배수: 형사과장 역
- 차순배: 대법원 판사 역

- 민무제: 1팀장 역
- 권혁: 광수팀장 역
- 류성현: 조 사장 역
- 김준영: 박 사장 역
- 이서환: 앞차남 역
- 김재영: 검사 역
- 황보정일: 조치수 역
- 김결: 변호사 역
- 이성일: 트럭기사 역(†)
- 양지수: 트럭조수 역
- 우상전: 개사육장 주인 역(†)
- 전시헌: 고시원 남학생 역
- 신기록: 고시원 총무 역
- 문순주: 고시텔1 주인 역
- 곽최산: 공병사장 역
- 김정석: 정복경찰 역
- 이은샘: 여고생 역(†)
- 최선영: 제일분식 주인 역
- 박보경: 피해자 아내 역
- 이재은: 강경호 집 주인 역
- 공성하: 분양회사 여직원 역
- 이소진: 몽타쥬 여대생 역
- 신희철: 룸살롱 웨이터 역
- 김이현: 노래방손님 1 역
- 정유선: 노래방손님 2 역
- 최현경: 노래방손님 3 역
- 이동준: 제우스파 1 역
- 안성봉: 제우스파 2 역 - 제우스파 조직원 겸 장동수의 왼팔
- 남승화: 제우스파 3 역
- 우원규: 제우스파 4 역
- 이승훈: 제우스파 5 역
- 유용국: 제우스파 6 역
- 윤영균: 신참요원 역
- 서문호: 강력1팀 1 역
- 배진호: 강력1팀 2 역
- 이도군: 광수대 1 역
- 공민규: 강력2팀장 역
- 강문봉: 강력2팀 1 역
- 표성수: 강력2팀 2 역
- 이영아: 강력3팀 1 역
- 오상준: 경찰청장 역
- 김동민: 샌드백 남 역
- 김우림: 앵커 1 역
- 성주원: 앵커 2 역
- 민경수: 앵커 3 역
- 박은보: 앵커 4 역
- 조승국: 흉부외과의사 역
- 장선정: 전공의 역
- 황인성: 김솔기자 역
- 백수진: 여기자 역
- 장유: 복덕방주인 역
- 이육헌: 투자자 1 역
- 한상철: 투자자 2 역
- 김명희: 투자자 3 역
- 이유선: 소법정 판사 역
- 정미경: 피해자가족 1 역
- 김진옥: 피해자가족 2 역
- 김보경: 벤츠남 역
- 배민준: 벤츠남아들 역
- 안민하: 놀란고딩 역
- 강수빈: 룸살롱 종업원 1 역
- 한지아: 룸살롱 종업원 2 역
- 강영택: 오해남 역
- 신하준: 운전남 역
- 이승현: 졸음아내 역
- 이성훈: 택시기사 역
- 정여루: 화장승객 역
- 이동욱: 오락실남자 역
- 김근영: 단독주택집주인 역
- 임효진: 허상도매형 역
- 염미선: 허상도누나 역
- 권다미: 수술실 간호사 2 역
- 정지훈: 스쿠터부대 역
- 권정우: 스쿠터부대 역
- 권혁일: 스쿠터부대 역
- 이동기: 스쿠터부대 역
- 이정우: 스쿠터부대 역
- 윤현주: 터미널 식당 손님 역
- 신영선: 교회 누나 역
- 김민준: 강력팀 범죄자 역
- 안영석: 교도관 역
- 백승민: 장동수 운전사 역
- 배경민: 경찰서 초입 의경 1 역
- 오현석: 경찰서 초입 의경 2 역

## 일본판 성우진
- 코야마 리키야: 장동수(마동석)
- ?: 정태석(김무열)
- ?: 강경호(김성규)
- ?: 안호봉(유승목)
- ?: 권오성(최민철)
- ?: 배순호(김윤성)
- ?: 최문식(허동원)
- ?: 하무영(김승현)
- ?: 김동철(오희준)
- ?: 오달호(문동혁)
- ?: 허상도(유재명)
- ?: 차서진(김규리)

## 제작
주 촬영은 2018년 7월 31일 시작되었으며 2018년 11월 18일 종료되었다.

## 개봉
악인전은 2019년 5월 15일 대한민국에 개봉되었다. 이 영화는 2019년 칸 영화제의 미드나이트 스크리닝즈 부문에서도 상영될 예정이다.

## 리메이크
2019년 5월 5일, 실베스터 스탤론과 그의 발보아 프로덕션스(Balboa Productions) 파트너 브래든 애프터굿(Braden Aftergood)은 역할을 다시 맡는 마동석과 함께 악인전의 리메이크를 제작할 예정으로, BA 엔터테인먼트와 함께 제작한다.

## 참고 사항
- 마동석, 김무열은 2012년에 개봉한 영화 《인류멸망보고서 (멋진 신세계)》 이후로 6년만에 재회하는 작품이다.
- 마동석, 김성규, 허동원, 민무제, 신기록, 서문호, 이도군은 2017년에 개봉한 영화 《범죄도시》 이후로 2년만에 재회하는 작품이다.
- 류성현, 김윤성은 2013년 개봉한 영화 《신세계》이후로 2년만에 재회하는 작품이다.
- 김무열, 김승현, 류태호는 OCN 토일 드라마 《나쁜 녀석들: 악의 도시》 이후로 2년만에 재회하는 작품이다.
- 김무열, 신기록은 2017년에 개봉한 영화 《기억의 밤》 이후로 2년만에 재회하는 작품이다.

## 같이 보기
- 2019년 대한민국의 영화 목록